# Gatanga (vattendrag)
Gatanga är ett vattendrag i Burundi.   Det ligger i provinsen Muyinga, i den norra delen av landet, 140 kilometer nordost om huvudstaden Bujumbura.
Omgivningarna runt Gatanga är en mosaik av jordbruksmark och naturlig växtlighet. Runt Gatanga är det ganska tätbefolkat, med 160 invånare per kvadratkilometer.